# Fleurete-Wieselmaki
Der Fleurete-Wieselmaki (Lepilemur fleuretae) ist eine auf Madagaskar lebende Primatenart aus der Gruppe der Wieselmakis innerhalb der Lemuren. Die Art wurde 2006 erstbeschrieben, der Name ehrt Fleurette Andriantsilavo, frühere Generalsekretärin des madagassischen Umweltministeriums.

## Merkmale
Fleurete-Wieselmakis erreichen eine Kopfrumpflänge von 23 bis 27 Zentimetern, eine Schwanzlänge von rund 30 Zentimetern und ein Gewicht von 0,8 bis 1,1 Kilogramm. Ihr Fell ist überwiegend grau gefärbt, die Arme und Beine sind rötlich. Der Bauch ist hellgrau bis hellbraun, der Schwanz ist rotgrau und wird zur Spitze hin dunkler. Der Kopf ist rundlich, die Augen sind als Anpassung an die nachtaktive Lebensweise vergrößert und von weißen Feldern umgeben.

## Verbreitung und Lebensweise

Verbreitungsgebiet (rot)

Diese Wieselmakis bewohnen die primären und sekundären Regenwälder im südöstlichen Madagaskar. Vermutlich bilden die Flüsse Mandrare im Westen und Mananara im Norden die Grenzen ihres Verbreitungsgebietes.
Fleurete-Wieselmakis sind wie alle Wieselmakis nachtaktiv und halten sich meist in den Bäumen auf. Ansonsten ist über ihre Lebensweise kaum etwas bekannt. Wie alle Wieselmakis dürften sie sich vorrangig senkrecht kletternd und springend fortbewegen und sich pflanzlich, von Blättern, Früchten, Blüten und anderem, ernähren.

## Gefährdung
Auch über den Gefährdungsgrad dieser neuentdeckten Art ist wenig bekannt. Die IUCN listet sie unter „zu wenig Daten vorhanden“ (data deficient).